# رسراث
شهر رسراث (به آلمانی: Rösrath) در ایالت نوردراین-وستفالن در کشور آلمان واقع شده‌است.